# GO GO! コケコッコー
「GO GO! コケコッコー」（ゴーゴー!コケコッコー）とは、1995年12月 - 1996年1月に、NHKの音楽番組『みんなのうた』で放送された楽曲である。作詞：関孝、作曲・編曲：EGG、歌：中尾隆聖、コーラス：ひよこ隊。

## 概要
アメリカ、スペイン、エジプトを旅するニワトリの親子を歌った楽曲。
中尾隆聖は『みんなのうた』では初めての起用となった。
同番組の放送で使用されたアニメーション映像の製作は、前田昭が担当した。
同番組での本放送終了以降、1999年2月 - 3月、2013年12月 - 2014年1月に再放送が行われた。
日本コロムビアから発売された「みんなのうた」関連CDの多くに収録されており、2016年に発売された「NHK みんなのうた 55 アニバーサリー・ベスト ~しまうまとライオン~ 」（COCX-39498）等で聴くことができる。